# Дамаск (държава)
Държавата Дамаск (на френски: État de Damas, на арабски: دولة دمشق) е една от шестте държави, създадени от френския генерал Анри Гуро във френския мандат в Сирия, който следва конференцията в Сан Ремо от 1920 г. и поражението на краткотрайната монархия на крал Фейсал I в Сирия.
Другите държави са Халеб (1920 г.), Алавитската държава (1920 г.), Джабал ал-Друз (1921 г.), Санджак Александрета (1921 г.) и Голям Ливан (1920 г., бъдещ Ливан).

## Учредяване
Държавата Дамаск е обявена от френския генерал Анри Гуро на 3 септември 1920 г. със столица Дамаск. Първият президент на новата държава е Хаки Ал-Азм. Държавата Дамаск включва Дамаск и околния регион, в допълнение към градовете Хомс, Хама и долината на река Оронт.
Новата държава губи четири кади (подобласти), които са били част от вилаета (област) на Дамаск по време на Османската империя, за сметка на предимно християнския планински Ливан, за да се създаде новата държава Голям Ливан. Територията, отделена от Дамаск, съответства днес на долината Бекаа плюс Южен Ливан. Дамаск, а по-късно и Сирия, непрекъснато протестират срещу отделянето на тези земи и продължават да ги изискват обратно през целия период на мандата. Населението на тези региони, което е предимно мюсюлманско, също протестира срещу отделянето от Дамаск.

## Сирийска федерация и Сирийска държава
На 28 юни 1922 г. генерал Гуро обявява Сирийската федерация, която включва държавите Дамаск, Халеб и Алавитската държава. През 1924 г. Алавитската държава отново е отделена. Сирийската федерация става Сирийската държава на 1 януари 1925 г.

## Население
| Общо разпределение на населението в Държавата Дамаск според френското преброяване през 1921 – 1922 г. |         |         |
| Религия                                                                                               | Жители  | Процент |
| сунити                                                                                                | 447 000 | 75,1%   |
| християни                                                                                             | 67 000  | 11,3%   |
| чужденци                                                                                              | 49 000  | 8,2%    |
| дванадесетници                                                                                        | 9 000   | 1,5%    |
| исмаилити                                                                                             | 8000    | 1,3%    |
| евреи                                                                                                 | 6000    | 1,1%    |
| алавити                                                                                               | 5000    | 0,8%    |
| друзи                                                                                                 | 4000    | 0,7%    |
| Общо                                                                                                  | 595 000 | 100%    |